# Pete Martin
José Lucio Martín más conocido con el nombre artístico de Pete Martin fue un popular cómico, actor, imitador y monologuista argentino.

## Carrera
Destacado humorista y actor argentino del género picaresco brilló notoriamente en los escenarios bajo el género revisteril durante las décadas de 1970 y 1980, principalmente. 
Debuta en las tablas porteñas como primer cómico en 1967, año en el que el genial Carlos A. Petit lo solicita como  reemplazante del recordado cómico Pepe Arias fallecido en ese momento. En un su día de debut vieron su show el entonces presidente de la nación Arturo Illia, a quien lo imitó a la perfección, y sus hijos, además de los ministros Juan Pistarini y el vicepresidente Carlos Perette. Así se convirtió en el primer actor cómico del Teatro El Nacional.
Con libro de Petit sacó un disco vinilo humorístico político titulado Perón, Gardel y mi vieja.
En cine compartió pantalla con grandes de la escena nacional argentina como Alberto Olmedo, Jorge Porcel, Alfredo Alcón, Rodolfo Bebán, Eduardo Rudy, Rolo Puente, Tristán y José Slavin. Y bajo la dirección de famosos artistas como Leonardo Favio, Leopoldo Torre Nilsson y Hugo Sofovich.
Pasó sus últimos años como huésped de la Casa del Teatro, entidad con la que montó su show en 1992. Fue un íntimo amigo del actor Pepe Parada.

## Filmografía
- 1986: Las minas de Salomón Rey.
- 1979: El rey de los exhortos.
- 1979: Expertos en pinchazos.
- 1975  El Pibe Cabeza.
- 1973: Juan Moreira.

## Teatro
- 1967: El tren de la alegría, estrenado en el Teatro Nacional, junto al actor cómico Juan Verdaguer, y los actores Alfredo Barbieri, Joe Rigoli, Hellen Grant, Franca Alario y Betty Eleta.[3]

- 1967: Contrastes en la pasarela, en el Teatro El Nacional, con Adolfo Stray, Zulma Faiad, Alfredo Barbieri, Hellen Grant, Joe Rígoli, Juan Verdaguer y Susana Brunetti.

- 1965: Chin chin... verano y soda, en el Teatro Maipo con Vicente Rubino, Hilda Mayo, Héctor Rivera, Maurice Jouvet, Julia Alson, Jorge Sobral, Telecataplum, Rosángela, Los Duendes Gitanos, Norma Pons, José Carlos Romero, Mimí Pons, Sonia Grey, Susana Rubio, Los Caribe Steel Band y Santiago Ayala y su ballet folklórico con Norma Viola.

- 1970: Te espero en el Nacional, con Nélida Roca, Adolfo Stray, Gogó Andreu, Alfredo Barbieri, Thelma Tixou, Hellen Grant y Los Bombos Tehuelches.

- 1971: La revista de Buenos Aires, en el Teatro El Nacional con Alfredo Barbieri, Tito Lusiardo, Rosanna Falasca, Norma Pons, Mimí Pons, Roberto García Ramos, Katia Iaros, Rafael Carret, Adriana Parets y elenco.

- 1971: Ruidos y aplausos, en el Teatro El Nacional, junto a Adolfo Stray, Ethel Rojo, Alfredo Barbieri, Norma Pons y Mimí Pons.

- 1974: Borrón y Maipo Nuevo, con Osvaldo Pacheco, Katia Iaros, Alberto Anchart y Oscar Valicelli.

- 1980: Buenos Aires versus París, con Gogó Andreu, Ámbar La Fox y Adolfo García Grau.

- 1982: El Revistón, en el Teatro Astros junto a José Marrone, Mario Sapag, Tu-Sam y Sulma, Miguel Jordán, Graciela Butaro, Adriana Aguirre, Carlos Reyes, Lilian Asti y Alejandra Bel.